# Supertrion (TV-serie)
Supertrion, i original Wonder Pets!, är en amerikansk tv-serie för barn i förskoleåldern som sändes i Nick Jr. samt i SVT Barn. Serien handlar om tre små djur som på dagarna bor på en förskola men efter stängningsdags förvandlas till "Supertrion" och reser världen runt för att hjälpa djurungar i nöd. Serien är animerad av Industrial Light and Magic

## Figurer
- Linny - Linny är ett marsvin som samarbetar i sitt lag. Hennes mantelfärg är blå.
- Tuck - Tuck är en sköldpadda som tycker om att simma och hjälpa till. Hans mantelfärg är röd.
- Ming-Ming - Ming-Ming är en ankunge som tycker om att flyga. Hennes mantelfärg är grön.